# Новобалтачевский сельсовет
Новобалтачевский сельсовет — муниципальное образование в Чекмагушевском районе Башкортостана.
Согласно «Закону о границах, статусе и административных центрах муниципальных образований в Республике Башкортостан» имеет статус сельского поселения.

## Состав
с. Новобалтачево,
с. Новые Карьявды,
с. Верхние Карьявды,
с. Нижние Карьявды,
д. Тукаево,
д. Ленино,
д. Николаевка,
д. Чияликулево,
д. Чишма-Каран,
д. Васильевка.
В состав сельсовета входила упразднённая деревня Калиновка.

## Население
| 2002  | 2009  | 2010  | 2012  | 2013  | 2014  | 2015  |
| ----- | ----- | ----- | ----- | ----- | ----- | ----- |
| 1683  | ↗1687 | ↘1595 | ↘1552 | ↘1483 | ↘1413 | ↘1406 |
| 2016  | 2017  | 2018  |       |       |       |       |
| ↘1378 | ↘1345 | ↘1316 |       |       |       |       |